# Володимир Петрик
Отець Володимир Петрик (1876 — 2 березня 1931, Бабина) — священник парафії УГКЦ в місті Комарно, служив у Храмі Архістратига Михаїла приблизно у 1900–1931 роках. Збудував Церкву святого Архістратига Михаїла. Громадський діяч, та активіст, благодійник

## Біографія
Народився у священничій сім'ї. Середню школу закінчив у Перемишлі, теологічні студії у Львові й Перемишлі і в 1900 році. Висвятився та осів у Комарні, як співпрацівник свого батька, який був парохом.
Кредитове «Товариство Задаткове», що було заборолом чужого елементу в Комарні, переходить його заходами в українські руки, а з ним його великий поверховий дім та все майно. Основи його розвитку положив своєю працею Володимир Петрик, як довголітній його директор і добрий його господар. Після цього купує в центрі міста великий дім для читальні «Просвіти» і дає змогу розвинутись кооперативі «Народна Спілка», що була не тільки єдиною споживчою кооперативою для Комарна, але теж заступала для Комарнянщини кооперативну гуртівню. Заклав «Братство імені святого Миколая», яке мало за завдання дбати про виховання молодого покоління. Купує для цього братства колишню корчму і змінює її на бурсу, через яку перейшло кілька десятків комарнянських дітей, що займали поважні місця адвокатів, священиків, лікарів тощо. В поширенні освіти йде й на село, закладає філію «Просвіти», якої головою був увесь час перебування в Комарні й організує 17 читалень, що зразково працюють, як зав'язки організованого українського життя цих околиць. Прикладає руку до створення товариства «Сокіл» і його оркестру, що до війни славилась, як одна з найкращих у краю.
Побудував Церкву святого Архістратига Михаїла в Комарні. Крім цього будує в місті біля другої церкви (церква св. Петра і Павла) стилеву муровану дзвіницю і приміщує в ній бібліотеку.
Член Повітового та Ширшого Народного Комітету, брав участь у сеймових і парламентських виборах, приторговуючи вибір у посли о. Онишкевича. Так працював 11 років.
Коли після смерті батька старався дістати парохію в Комарні, колятор Лянцкоронський не дав своєї згоди і о. Володимир Петрик мусів перенестись до с. Бабина на Самбірщині. На Самбірщині відзначився тим, що збудував церкву в селі Пиняни.
Став головою філії «Просвіти», головою філії «Сільського Господаря» та вже рік пізніше як кандидат від Національно-демократичної Партії до галицького сейму, проти відомого польського потентата Созанського. Всього 3-ома голосами перепадає, та це були напевно його голоси. В кожному селі організовав читальні, кружки «Сільського Господаря», кооперативи, «Соколи», організовує повіт і політично. І коли після Першої світової війни є знову можливість праці, береться за відбудову Самбірщини, як голова «Сільського Господаря» відвідує кільканадцять сіл, живить тисячі населення.
Доказом любові до нього були його похорони, що при тисячних масах народу відбулися 5 березня 1931 року. Було здійснене перенесення його тіла до Комарна самим громадянством Комарнянщини, його ініціативою і коштом.